# Dicamptus neavei
Dicamptus neavei är en stekelart som beskrevs av Ian D. Gauld och Mitchell 1978. Dicamptus neavei ingår i släktet Dicamptus och familjen brokparasitsteklar. Inga underarter finns listade i Catalogue of Life.